# 9150 Заволокін
9150 Заволокін (9150 Zavolokin) — астероїд головного поясу, відкритий 27 вересня 1978 року.
Тіссеранів параметр щодо Юпітера — 3,415.